# کاترین آدامز داتی
کاترین آدامز داتی (انگلیسی: Kathryn Adams Doty؛ زادهٔ ۱۵ ژوئیهٔ ۱۹۲۰-درگذشتهٔ اکتبر ۲۰۱۶) یک هنرپیشه، روان‌شناس و رمان‌نویس اهل ایالات متحده آمریکا است. وی بین سال‌های ۱۹۳۹ تا ۱۹۴۶ میلادی فعالیت می‌کرد و سابقه بازی در فیلم‌های هیچکاک را داشت. کاترین آدامز در اکتبر ۲۰۱۶ میلادی در سن ۹۶ سالگی درگذشت.

## گزیده فیلمشناسی
از فیلم‌ها یا برنامه‌های تلویزیونی که وی در آن نقش داشته‌است می‌توان به آثار زیر اشاره کرد.
- دختر خیابان پنجم (۱۹۳۹)
- گوژپشت نتردام (فیلم ۱۹۳۹) (۱۹۳۹)
- زن نامرئی (فیلم ۱۹۴۰) (۱۹۴۰)
- خرابکار (فیلم) (۱۹۴۲)